# 永田東
永田東（ながたひがし）は、神奈川県横浜市南区の地名。現行行政地名は永田東一丁目から永田東三丁目。住居表示実施済み区域。

## 地理
南区の北西部に位置し、東に南太田、南東に井土ケ谷上町、南と南西に永田南、西に永田みなみ台と永田北、北に保土ケ谷区岩井町と接している。

### 面積
面積は以下の通りである。
| 丁目         | 面積（km²） |
| ------------ | ----------- |
| 永田東一丁目 | 0.219       |
| 永田東二丁目 | 0.226       |
| 永田東三丁目 | 0.104       |
| 計           | 0.549       |

### 地価
住宅地の地価は、2025年（令和7年）1月1日の公示地価によれば、永田東2-7-22の地点で21万5000円/m²となっている。

## 歴史

### 沿革
- 1979年（昭和54年）7月23日 - 住居表示を実施に伴い、井土ケ谷中町、永田町の各一部を分離し、永田東一丁目と永田東二丁目を新設[7]。
- 1981年（昭和56年）7月13日 - 永田町、南太田町の各一部を分離し、永田東三丁目を新設[8]。

### 町名の変遷
| 実施後       | 実施年月日                | 実施前（各町名ともその一部）   |
| ------------ | ------------------------- | ------------------------------ |
| 永田東一丁目 | 1979年（昭和54年）7月23日 | 井土ケ谷中町、永田町（各一部） |
| 永田東二丁目 | 1979年（昭和54年）7月23日 | 永田町（一部）                 |
| 永田東三丁目 | 1981年（昭和56年）7月13日 | 永田町、南太田町（各一部）     |

## 世帯数と人口
2025年（令和7年）6月30日現在（横浜市発表）の世帯数と人口は以下の通りである。
| 丁目         | 世帯数    | 人口    |
| ------------ | --------- | ------- |
| 永田東一丁目 | 1,703世帯 | 3,015人 |
| 永田東二丁目 | 1,575世帯 | 3,046人 |
| 永田東三丁目 | 806世帯   | 1,576人 |
| 計           | 4,084世帯 | 7,637人 |

### 人口の変遷
国勢調査による人口の推移。
| 年                 | 人口  |
| ------------------ | ----- |
| 1995年（平成7年）  | 6,684 |
| 2000年（平成12年） | 7,559 |
| 2005年（平成17年） | 7,588 |
| 2010年（平成22年） | 7,537 |
| 2015年（平成27年） | 7,587 |
| 2020年（令和2年）  | 7,594 |

### 世帯数の変遷
国勢調査による世帯数の推移。
| 年                 | 世帯数 |
| ------------------ | ------ |
| 1995年（平成7年）  | 2,656  |
| 2000年（平成12年） | 3,125  |
| 2005年（平成17年） | 3,149  |
| 2010年（平成22年） | 3,290  |
| 2015年（平成27年） | 3,378  |
| 2020年（令和2年）  | 3,663  |

## 学区
市立小・中学校に通う場合、学区は以下の通りとなる（2024年11月時点）。
| 丁目         | 番・番地等                         | 小学校                 | 中学校             |
| ------------ | ---------------------------------- | ---------------------- | ------------------ |
| 永田東一丁目 | 1〜5番 15番15号〜16番 17番14〜36号 | 横浜市立井土ケ谷小学校 | 横浜市立蒔田中学校 |
| 永田東一丁目 | 17番37号〜34番                     | 横浜市立井土ケ谷小学校 | 横浜市立南中学校   |
| 永田東一丁目 | 9番〜15番10号 17番1〜13号          | 横浜市立井土ケ谷小学校 | 横浜市立永田中学校 |
| 永田東一丁目 | 6〜8番 15番11〜14号                | 横浜市立永田小学校     | 横浜市立永田中学校 |
| 永田東二丁目 | 全域                               | 横浜市立永田小学校     | 横浜市立永田中学校 |
| 永田東三丁目 | 全域                               | 横浜市立永田小学校     | 横浜市立永田中学校 |

## 事業所
2021年（令和3年）現在の経済センサス調査による事業所数と従業員数は以下の通りである。
| 丁目         | 事業所数  | 従業員数 |
| ------------ | --------- | -------- |
| 永田東一丁目 | 93事業所  | 545人    |
| 永田東二丁目 | 54事業所  | 334人    |
| 永田東三丁目 | 38事業所  | 256人    |
| 計           | 185事業所 | 1,135人  |

### 事業者数の変遷
経済センサスによる事業所数の推移。
| 年                 | 事業者数 |
| ------------------ | -------- |
| 2016年（平成28年） | 163      |
| 2021年（令和3年）  | 185      |

### 従業員数の変遷
経済センサスによる従業員数の推移。
| 年                 | 従業員数 |
| ------------------ | -------- |
| 2016年（平成28年） | 969      |
| 2021年（令和3年）  | 1,135    |

## 施設
- 横浜永田郵便局[18]

## その他

### 日本郵便
- 郵便番号 : 232-0072[3]（集配局：横浜南郵便局[19]）

### 警察
町内の警察の管轄区域は以下の通りである。
| 丁目         | 番・番地等 | 警察署   | 交番・駐在所 |
| ------------ | ---------- | -------- | ------------ |
| 永田東一丁目 | 全域       | 南警察署 | 井土ケ谷交番 |
| 永田東二丁目 | 全域       | 南警察署 | 永田交番     |
| 永田東三丁目 | 全域       | 南警察署 | 永田交番     |